# روري ريد (مقدم تلفزيوني)
روري ريد (بالإنجليزية: Rory Reid)‏ هو مذيع وصحفي ومقدم تلفزيوني بريطاني، ولد في 12 أكتوبر 1979 في لندن في المملكة المتحدة.

## وصلات خارجية
- روري ريد على موقع IMDb (الإنجليزية)
- روري ريد على موقع قاعدة بيانات الفيلم (الإنجليزية)